# Otar Ioseliani
Otar Ioseliani (gruz. ოთარ იოსელიანი; ur. 2 lutego 1934 w Tbilisi, zm. 17 grudnia 2023) – gruziński reżyser, scenarzysta, montażysta i aktor filmowy zamieszkały we Francji.

## Życiorys
Jego debiutancki film Kwiecień został zatrzymany w 1962 przez sowiecką cenzurę. Zniechęcony reżyser porzucił na kilka lat kinematograię i rozpoczął pracę w charakterze rybaka oraz robotnika w zakładach metalurgicznych.
Pierwszy oficjalnie pokazywany film długometrażowy Cierpkie wino w 1966 otrzymał nagrodę FIPRESCI na festiwalu w Cannes. W 1970 rozgłos zdobył film Był sobie drozd. Zrealizowana w 1975 Pastorałka przez sześć lat leżała na półkach, wstrzymana przez cenzurę. Dopiero w 1982 udało się film pokazać na 32. MFF w Berlinie, gdzie otrzymał wyróżnienie. To doświadczenie skłoniło reżysera do emigracji z ZSRR, pozostania na Zachodzie i osiedlenia się w Paryżu.
W 1984 Ioseliani zrealizował we Francji  film Ulubieńcy księżyca, który otrzymał Nagrodę Specjalną Jury na 41. MFF w Wenecji. Kolejne jego filmy: I nastała jasność (1989) oraz Zbóje: Rozdział VII (1996), także były wyróżniane w Wenecji.
W poniedziałek rano (2002) przyniósł mu nagrodę Srebrnego Niedźwiedzia dla najlepszego reżysera na 52. MFF w Berlinie. W 2008 na ekrany wszedł film Ogrody jesieni - umiejscowiona w Paryżu historia wysokiego urzędnika francuskiego rządu, który traci stanowisko i jest zmuszony na nowo odnaleźć się w życiu.
Przewodniczył obradom jury Złotej Kamery na 53. MFF w Cannes (2000).